# Jorge Dávalos
Jorge Dávalos (* 3. Juli 1957 in Tala, Jalisco), auch bekannt unter dem Spitznamen El Vikingo (dt. Der Wikinger), ist ein ehemaliger mexikanischer Fußballspieler, der vorwiegend im offensiven Mittelfeld agierte und während seiner gesamten Profikarriere ausschließlich bei den Leones Negros de la Universidad de Guadalajara unter Vertrag stand, für die er insgesamt 513 Spiele bestritt und zwölf Jahre lang Mannschaftskapitän war. Nach seiner aktiven Laufbahn begann Dávalos eine Tätigkeit als Trainer.

## Leben

### Spieler
Zu seinem ersten Einsatz in der mexikanischen Primera División kam El Vikingo Dávalos am 13. August 1977 im Estadio Jalisco beim 3:2-Erfolg gegen den großen Nachbarn Chivas Guadalajara, als er zehn Minuten vor Spielende eingewechselt wurde. Sein erstes Erstligator gelang ihm am 11. Oktober 1978 per Elfmeter zur 1:0-Führung gegen den CD Tampico, dem die Leones Negros am Ende mit 3:4 unterlegen waren. Bereits wenige Wochen zuvor war Dávalos zum Saisonauftakt am 9. September 1978 beim „ungeliebten Nachbarn“ Tecos de la UAG zum ersten Mal in seiner Karriere des Feldes verwiesen worden. Ein Schicksal, das sich während seiner Profikarriere noch zwanzig Mal wiederholen sollte.
Sein letztes Meisterschaftsspiel absolvierte Dávalos am 7. Juni 1991 im Viertelfinale der Liguillas bei der 1:3-Niederlage im Aztekenstadion gegen den Club América.
Sein größter Erfolg mit den Leones Negros war der Pokalsieg im Jahr 1991 durch einen 1:0 und 0:0-Erfolg in den Finalspielen gegen den Club América.

### Nationalmannschaft
Zwischen 1979 und 1991 kam Dávalos zu insgesamt sieben Einsätzen für die mexikanische Nationalmannschaft. Sein Debüt feierte er am 8. Februar 1979 gegen die Sowjetunion (1:1), dem ein weiterer Einsatz gegen Spanien (1:0) am 10. Juni desselben Jahres folgte. Auf seinen dritten Länderspieleinsatz musste „der Wikinger“ bis zum 20. März 1990 gegen Uruguay (2:1) warten. Sein letzter Einsatz fand im Spiel um den dritten Platz beim CONCACAF Gold Cup 1991 gegen Costa Rica (2:0) statt.
Interessant an seiner Länderspielbilanz ist die Tatsache, dass Mexiko von den sieben Spielen, in denen er (fünfmal davon sogar über die volle Distanz) mitwirkte, kein einziges Mal verloren hat. Fünf Spiele wurden gewonnen und zwei endeten remis.

### Trainer
Nach seiner aktiven Laufbahn wechselte er in den Trainerstab des Nachwuchsbereiches seines Exvereins Leones Negros und betreute 1995 vorübergehend die mexikanische U-23-Auswahl Später wechselte er in den Trainerstab von Chivas Guadalajara und kam im Torneo Verano 2001 kurzzeitig als Interimstrainer der ersten Mannschaft zum Einsatz, nachdem Jesús Bracamontes unmittelbar nach einer 1:2-Heimniederlage gegen den Erzrivalen América gefeuert worden war.
Dávalos betreute die Mannschaft in den drei Spielen bei den Tigres de la UANL (0:0) am 17. Februar 2001, gegen die Pumas de la UNAM (ebenfalls 0:0) am 25. Februar 2001 sowie bei der 2:3-Niederlage in Celaya am 3. März 2001, bevor er durch Oscar Ruggeri ersetzt wurde.

## Erfolge
- Mexikanischer Vizemeister: 1990
- Mexikanischer Pokalsieger: 1991
- CONCACAF Champions’ Cup: 1978 (Sieger der Zone Nord)